# Villa Bellavista
Die Villa Bellavista liegt in Borgo a Buggiano, einem Ortsteil der Gemeinde Buggiano in der Provinz Pistoia, Toskana. Der Name leitet sich von dem herrlichen Panorama ab, das man von dem Hügel, auf dem die Villa steht, auf den Montalbano, die Cerbaie und das Arnotal genießen kann. Einst hatte sie zahlreiche Gärten, Brunnen und Statuen und galt nach dem Königspalast von Caserta als die schönste Villa Italiens.

## Geschichte

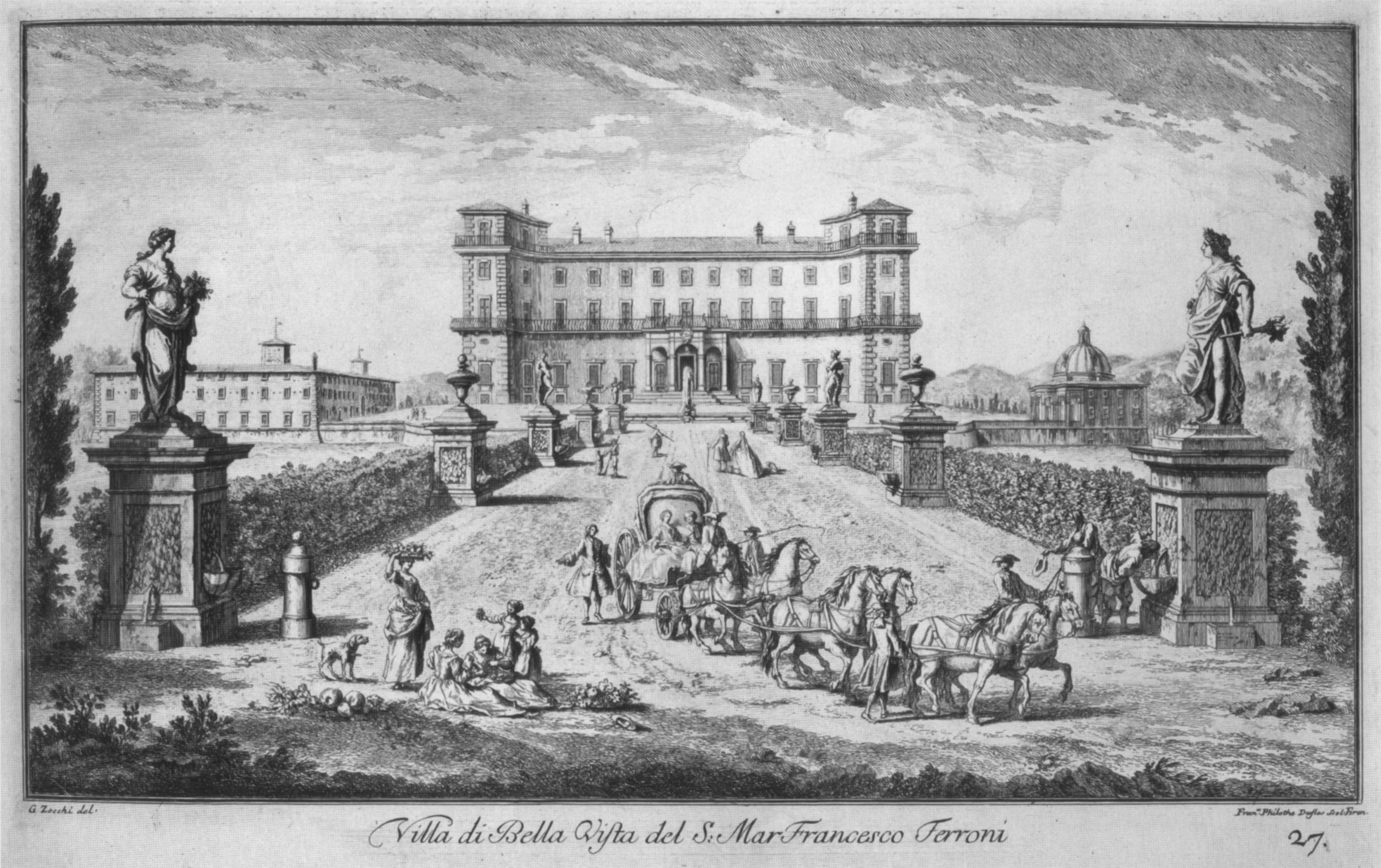
Ansicht der Villa Bellavista in der Zocchi-Kupferstichsammlung

Das heutige Erscheinungsbild geht auf die Zeit nach 1673 zurück, als Francesco Feroni nach einem durchschlagenden geschäftlichen Erfolg in Amsterdam nach Italien zurückkehrte und von Cosimo III. de’ Medici, der ihm auch den Titel eines Marchese verlieh, ein Landgut mit nicht weniger als 45 Bauernhöfen und Wirtschaftsgebäuden erwarb.
Mit dem Bau der Villa, die nach dem Willen des Auftraggebers seinen Reichtum und seine hohe gesellschaftliche Stellung widerspiegeln sollte, wurde Antonio Maria Ferri beauftragt, der einen Entwurf im nüchternen und feierlichen florentinischen Barock anfertigte.
Die Arbeiten wurden erst nach dem Tod des Auftraggebers im Jahr 1699 abgeschlossen, aber sein Sohn Fabio war von dem Ergebnis so begeistert, dass er den Architekten beauftragte, neben der Villa auch eine Kapelle zu errichten.
Ende des 18. Jahrhunderts wurde das Gebiet jedoch durch die Urbarmachung und Aufschüttung des umliegenden Landes in Mitleidenschaft gezogen, wodurch das Land um die Villa herum anfällig für Überschwemmungen und Wasseransammlungen wurde: Die Familie Feroni musste ihre gesamten Ländereien verkaufen, behielt aber die Villa bis 1829, als sie an den Baron Giuseppe Ardia verkauft wurde.
Im Jahr 1939 wurde die Villa vom Ministero dell’Interno, Direzione Generale dei Servizi Antincendi (dt. Innenministerium, Generaldirektion für Brandschutz), erworben, das sie restaurieren ließ. Baron Giuseppe Ardia, Chef der Feuerwehr, lebte dort mit seiner Familie bis zu seinem Tod, und seine sterblichen Überreste befinden sich in der Kapelle der Villa. Später wurde in der Villa ein Genesungsheim für Feuerwehrleute eingerichtet, das Tullio Baroni gewidmet ist.
Für die Kinder der Feuerwehrleute wurde in der Nähe ein Heliotherapiezentrum eingerichtet. Nach dem Frontwechsel diente die Villa für kurze Zeit als Lazarett, zunächst für die Deutschen, dann für die Alliierten.
Nach dem Krieg beherbergte sie das Institut für die Betreuung von Feuerwehrwaisen.

## Beschreibung

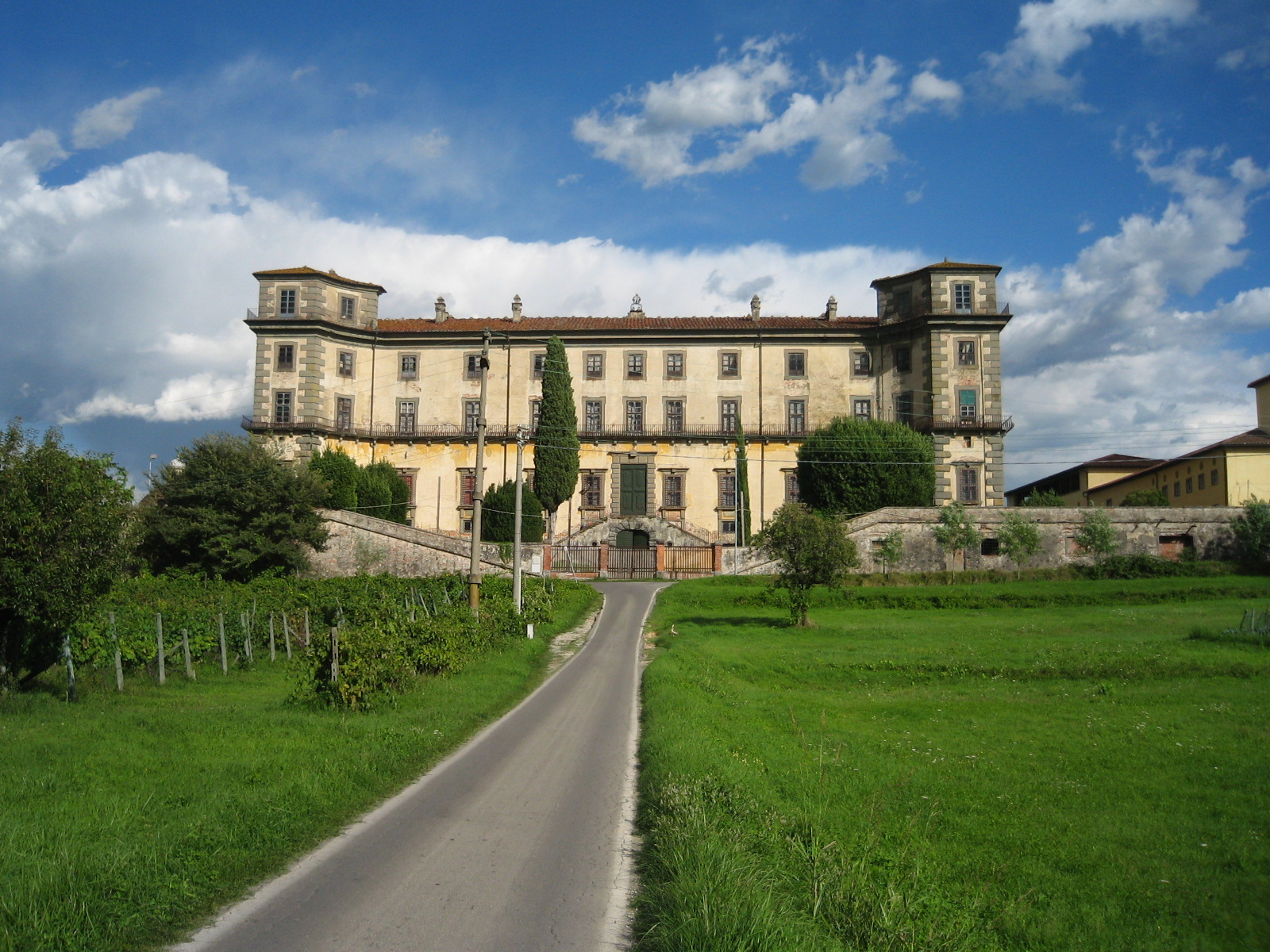
Villa Bellavista, Rückseite

### Äußeres
Das Gebäude ist groß, mit vier massiven Ecktürmen und einem Balkon, der sich über die gesamte Außenfläche des ersten Stockwerks erstreckt, sowie einem ähnlichen, aber kürzeren Balkon auf dem Gesims. Die Türmchen an den Seiten der Fassade sind markant und verleihen der Hauptfassade ein geschwungenes, umhüllendes Aussehen.
Die Fenster sind mit Gesimsen aus Pietra Serena eingefasst, dem gleichen Material, das auch für die Profile der Ecktürme verwendet wurde, und kontrastieren mit dem matten Weiß des Verputzes. In der Mitte der Fassade, auf Höhe des Daches, wurde eine große Uhr in einem mit Voluten verzierten Giebelfeld angebracht.
Die Rückseite des Gebäudes ist durch eine doppelte Treppe gekennzeichnet, die zur Straße hinunterführt.

### Innenbereich

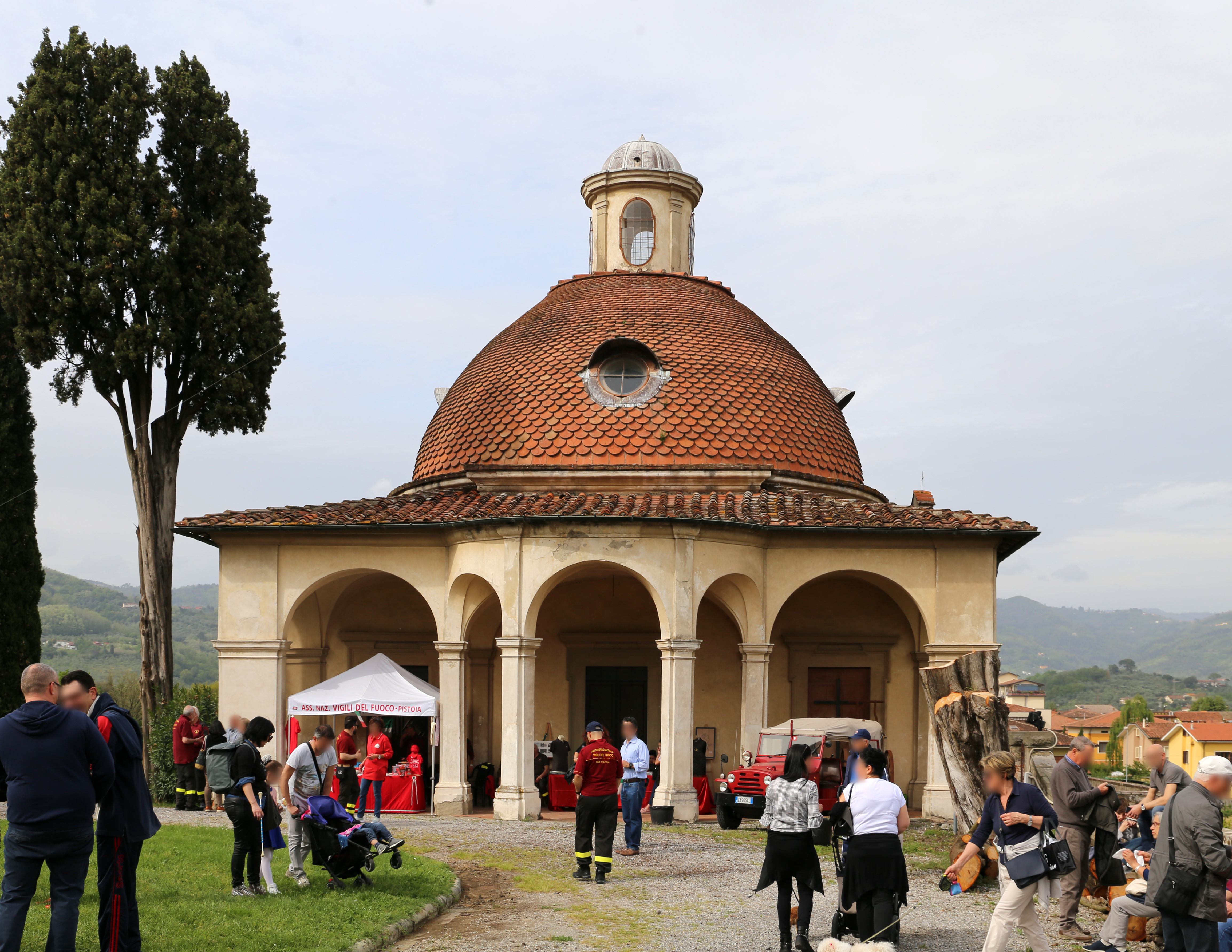
Kapelle

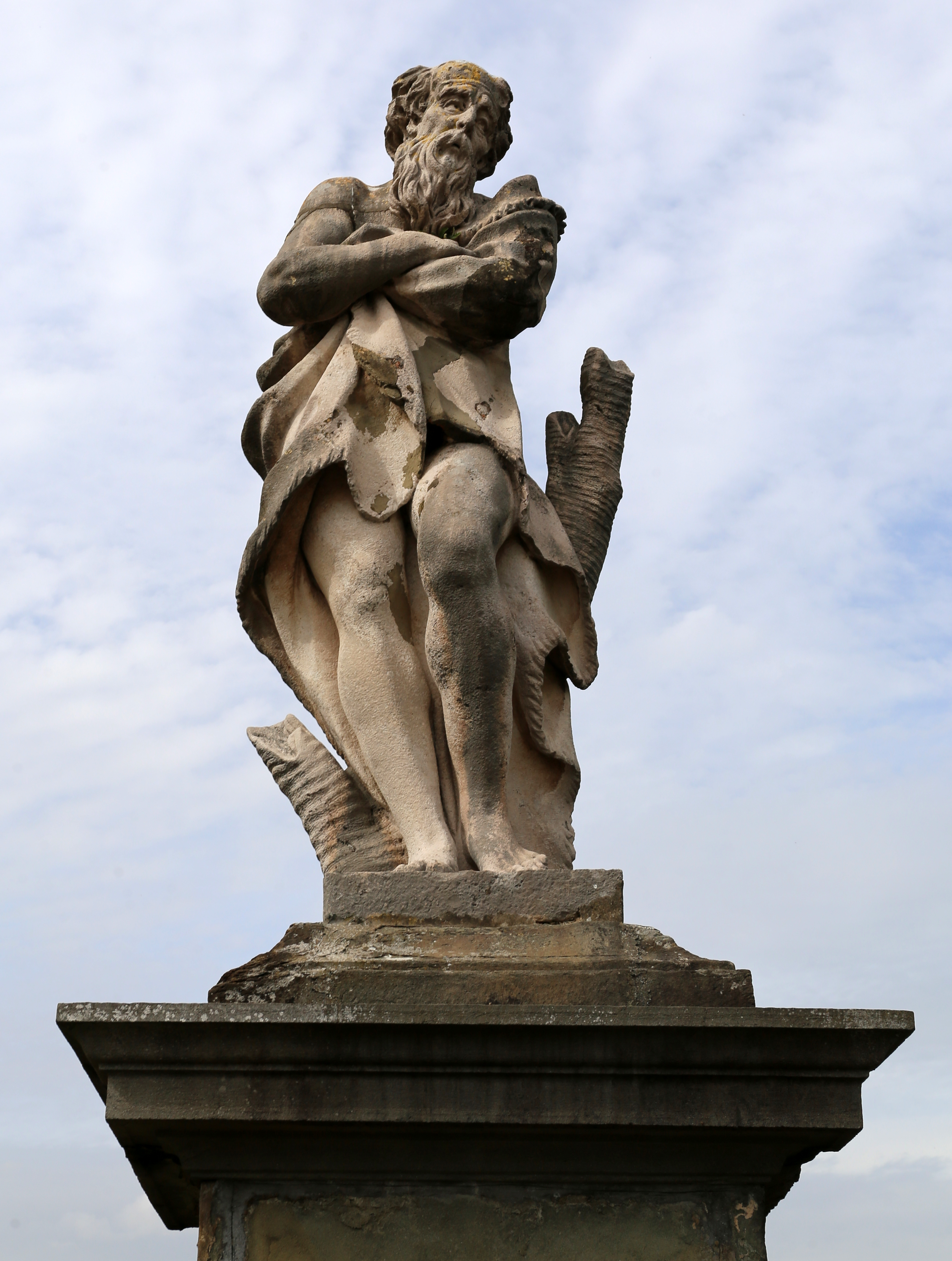
Winter von Giovacchino Fortini

In der Mitte der Villa befindet sich ein prächtiger zentraler Saal, der sich über zwei Stockwerke erstreckt und über Galerien mit Balustraden verfügt, die von den Musikern für Tanzabende genutzt wurden. Das Deckenfresko stellt den Triumph unseres heiligen Glaubens dar und symbolisiert die Türkenkriege, ein Thema, das von Fabio Feroni gewählt wurde, der in Wien gegen die Osmanen kämpfte.
Weitere wertvolle Räume sind das Treppenhaus und die Galerie. Die Säle, die mit Fresken von Pietro Dandini (vor allem an den Decken) und dem Quadraturisten Rinaldo Botti verziert sind, sind so angeordnet, dass lange perspektivische Ansichten mit regelmäßig ausgerichteten Türen entstehen.
Die Kapelle wurde von Giovan Battista Ciceri ausgeschmückt, der auch die Stuckarbeiten in den Hauptschlafzimmern entwarf. Dank der Intervention des Präfekten Alberto Giombini befand sich eine Zeit lang die Schädelreliquie der Heiligen Barbara in der Kapelle.

### Park
Die zur Villa führende Allee wird von Hecken, Statuen und Terrakottavasen gesäumt und biegt in der Nähe des Gartens vor der Fassade ab. Vor dem Eingangsportikus der Villa mit drei Bögen und einer Steintreppe befindet sich ein großes Steinbecken.

## Kapelle
Sie hat einen runden Grundriss mit einem Portikus und wird von einer großen Kuppel überragt. Im Inneren befinden sich Marmordekorationen und Stuckarbeiten. Der Tabernakel aus weißem Marmor, der um 1690 angefertigt wurde, ist möglicherweise ein Werk von Giuseppe Piamontini, einem Nachfolger von Foggini. Auf dem Altar befindet sich eine Tafel mit der Darstellung der Heiligen Anna und Giacinto von Pier Dandini. Im Oratorium befand sich der Reliquienschrein mit dem Leichnam eines nicht identifizierten Heiligen namens San Giacinto martire, der 1928 in die Pfarrkirche der Heiligen Apostel Petrus und Markus des Evangelisten in Pieve a Nievole übertragen wurde.